# 博尼图-迪米纳斯
博尼图-迪米纳斯是巴西米纳斯吉拉斯州的一个市镇。总面积3900.641平方公里，总人口8787人，人口密度2.3人/平方公里。